# Heller (Dresden)

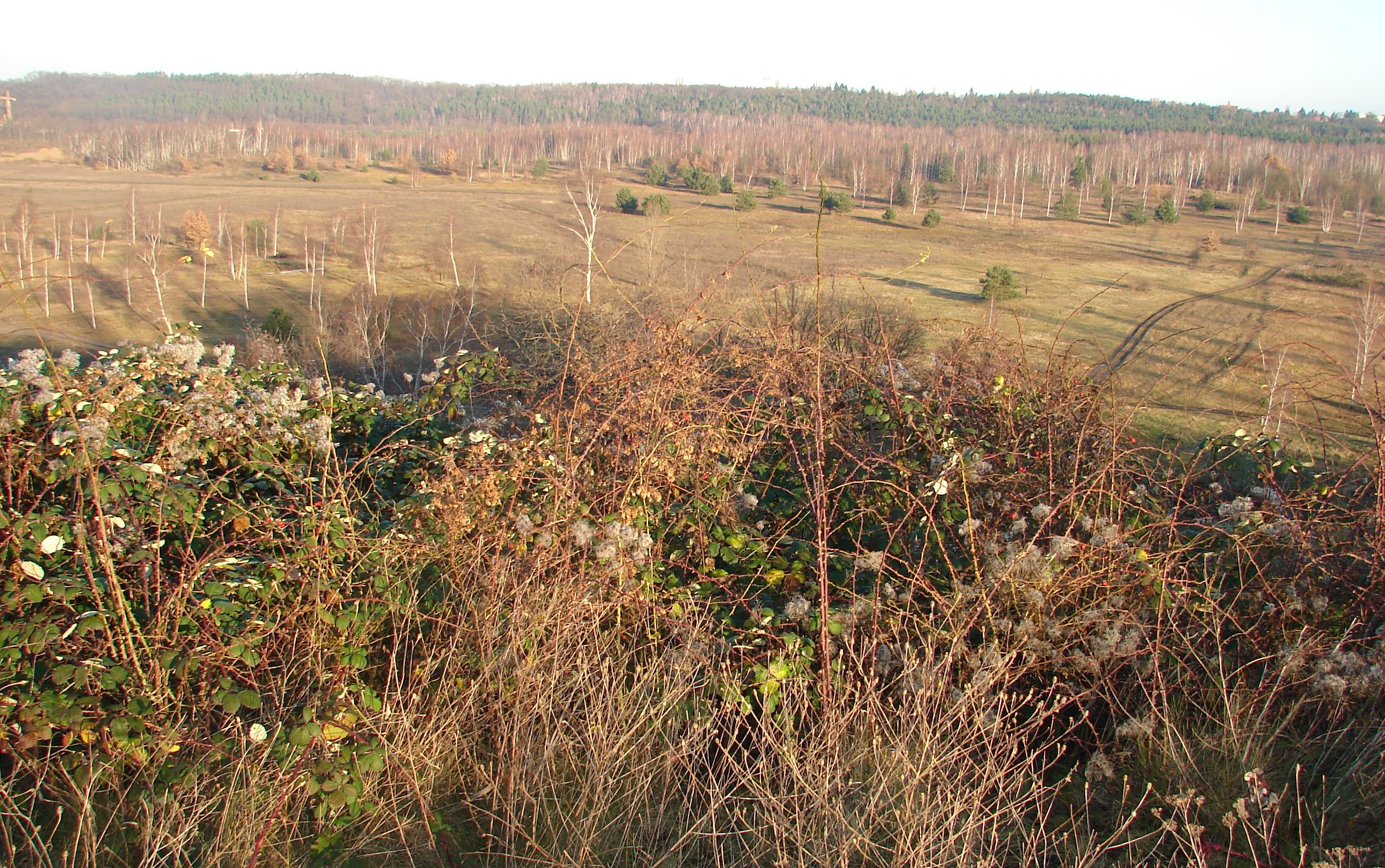
Typische Landschaft des Hellers, Blick von der Halde zwischen Hammerweg und Hellersiedlung nach Norden

Der Heller ist eine Landschaft im Norden Dresdens, die um 1830 durch Rodungen entstand. Er wurde von der Zeit des Königreichs Sachsen bis zum Ende der DDR in weiten Teilen militärisch genutzt. Zudem gab es dort unter anderem Sandabbau und den Dresdner Flugplatz als Vorläufer des heutigen Flughafens. Heute steht ein Teil des Geländes als FFH-Gebiet unter Schutz, andere Teile werden gewerblich genutzt. Zudem befinden sich dort die Dresdner Justizvollzugsanstalt und die Hellersiedlung, eine der größten Kleingartenkolonien Deutschlands.

## Lage

Lage der Gemarkung Hellerberge in Dresden

Der Heller befindet sich im Norden der sächsischen Landeshauptstadt. Teile der Dresdner Heide begrenzen ihn im Osten und Westen. Direkt nördlich liegt Hellerau. Seine natürliche Südwestgrenze bildet der Elbhang im Bereich Trachenberges und der Albertstadt und im Südosten reicht er bis ans ebenfalls zur Albertstadt gehörende Industriegelände heran; südlich des Hellers liegt die Gemarkung Neustadt. Damit trennt der Heller nicht nur den Hauptteil der Dresdner Heide von der Jungen Heide ab, sondern auch die Innenstadt von den nördlichen Stadtteilen Dresdens, wie zum Beispiel Klotzsche. Mit seiner durchschnittlichen Höhe von etwa 160 m ü. NN hebt er sich terrassenförmig bereits deutlich spürbar von der Elbtalsohle ab. Die Entfernung zum Dresdner Stadtzentrum beträgt ungefähr 5 km.

## Landschaftsbild
Der Heller ist eine recht karge Dünenlandschaft, die im Gegensatz zur benachbarten Dresdner Heide nur spärlich bewaldet ist. Er liegt auf der sogenannten Heidesandterrasse, die sich von der Loschwitzer Gegend bis in die Lößnitz nach Radebeul ausdehnt. Im Bereich des Hellers wird sie Hellerterrasse genannt und erreicht hier mit einer Breite von 2 km ihre maximale Ausdehnung. Sie vermittelt zwischen den Hochflächen um Wilschdorf und Weixdorf und der flachen Talebene, die am Hechtviertel beginnt. Landschaftlich bildet der Heller also einen Übergang zwischen dem Radeberger Land als Teil des Westlausitzer Hügel- und Berglands einerseits und dem Elbtalkessel andererseits. Prägend für das Gesamtbild des Hellers sind weite Brachen und mehrere, teils wiederbegrünte Halden, teils späteiszeitliche Flugsanddünen. Das Gebiet ist recht flach und fällt insgesamt leicht nach Süden ab. Die höchste Erhebung ist der geologisch bereits zur Lausitz zählende Hellerberg im Norden mit 215 m ü. NN. In nördlicher Richtung schließt sich das Wilschdorf-Rähnitzer Sandhügelland an.

## Geologie
Der Bereich des Hellers ist ein pleistozän geformter Sander. Sein Untergrund besteht im Wesentlichen aus eiszeitlichem Sand, der direkt südlich der Lausitzer Verwerfung abgelagert wurde. Eine bis zu 50 m starke Deckschicht aus Quarzsand ist in der Tiefe mit Kiesen angereichert. Unter ihnen befindet sich mancherorts eine 3 m dicke kalkhaltige Tonschicht. Dieser Bänderton wurde während der Saalekaltzeit aus den weiter nordöstlich gelegenen Gebieten mit Granitgrundgestein eingeschwemmt. Darunter liegt wiederum grober Flussschotter, der von einem alten Elbarm stammt. Der Heller befindet sich in dem schmalen Streifen zwischen der Lausitzer Verwerfung mit ihrem hochanstehenden Granodiorit im Norden und dem fluviatil geprägten Elbtal im Süden. Bedingt durch die wasserdurchlässige Sandschicht, versickert der den Olterteich durchfließende Bach nach wenigen 100 m seines Verlaufs im Boden und ist damit ein Verlorenes Wasser.

## Flora und Naturschutz

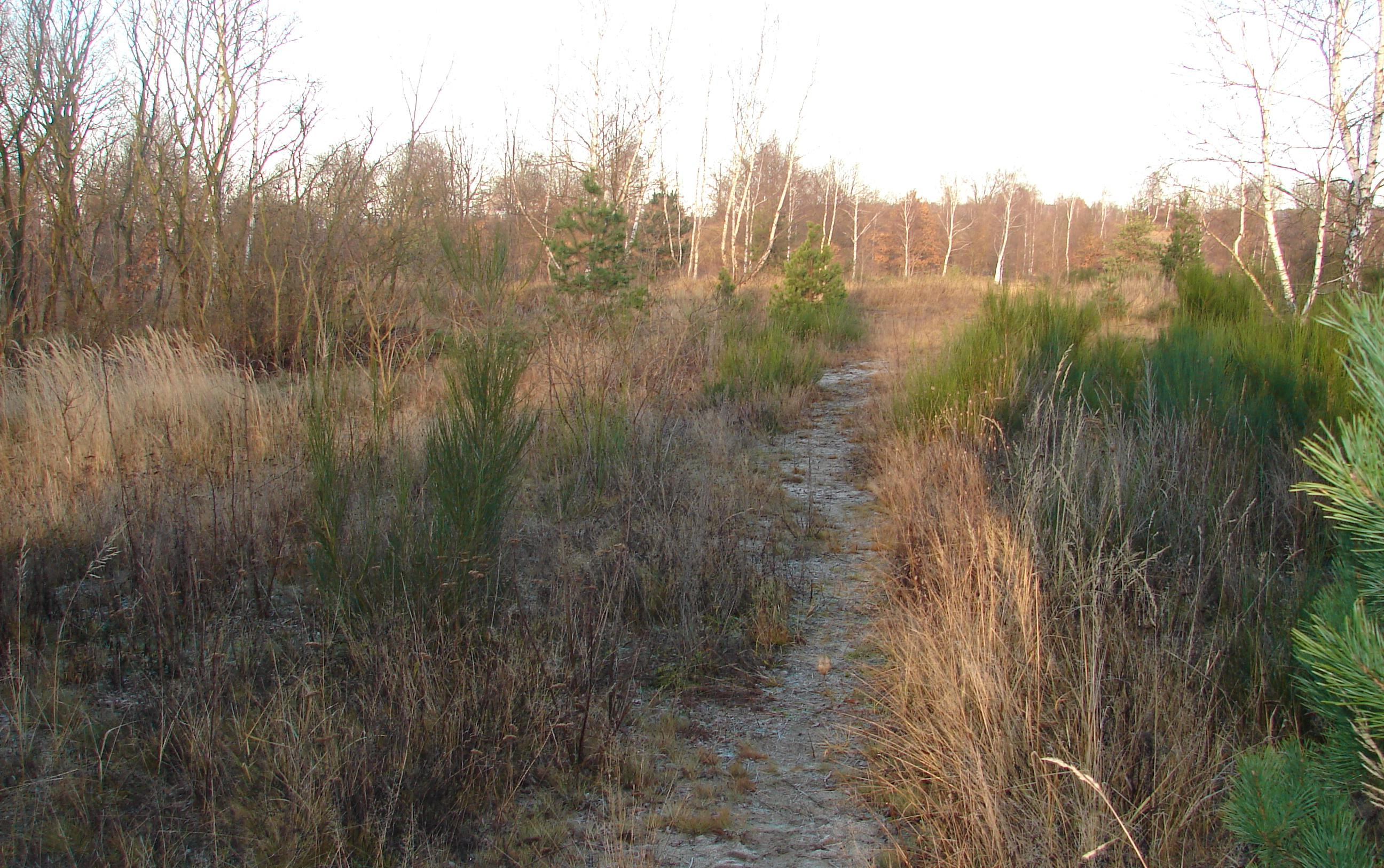
Der Heller ist nur spärlich bewachsen.

Der insgesamt sehr dürftige Bewuchs des Hellers nimmt an den Rändern der Heide langsam zu und besteht aus Birken und Kiefern sowie dazwischen eingestreuten Stieleichen und Robinien. Ansonsten finden sich viele trockene Sträucher. Da zwischen der Rodung des damals in diesem Gebiet gelegenen Heidewaldes 1827 und der Öffnung des militärischen Sperrgebietes 1989 weite Teile des Hellers über einen Zeitraum von mehr als 160 Jahren für die Öffentlichkeit unzugänglich waren, konnte sich auf Grund dieser Isolation eine einzigartige Pflanzenwelt entwickeln. Das Naturschutzinstitut Dresden führte in den 1990er Jahren eine faunistisch-floristische Bestandsaufnahme durch und bewertete das Gebiet fachlich hinsichtlich zu treffender Schutzmaßnahmen. Auf Grund der hohen ökologischen Bedeutsamkeit des Hellers wurde er letztlich unter Naturschutz gestellt.
Insgesamt stehen 125 ha des Hellers als Fauna-Flora-Habitat-Gebiet Dresdener Heller (Natura 2000-Gebiet, EU-Meldenr.: DE4848303, Landesinterne Nr.: 160) unter Schutz, da es sich um eine „größere Sandablagerung mit teilweise binnendünenartigem Charakter“ handele. Schützenswert seien auch die hier vorhandenen „Sukzessionsfolgen von offenen bis bewaldeten Bereichen, Vorkommen von offenen Grasflächen, Ginsterheiden und bodensauren Eichenwäldern“. Erhalten werden sollen die Lebensräume der Arten von gemeinschaftlichem Interesse, so der Spanischen Flagge. Als Flächennaturdenkmal ND 60 sind die Lindengruppen am Augustusweg ausgewiesen, die formell zur Gemarkung Hellerberge gehören und am Übergang zur Jungen Heide stehen.

## Verwaltung

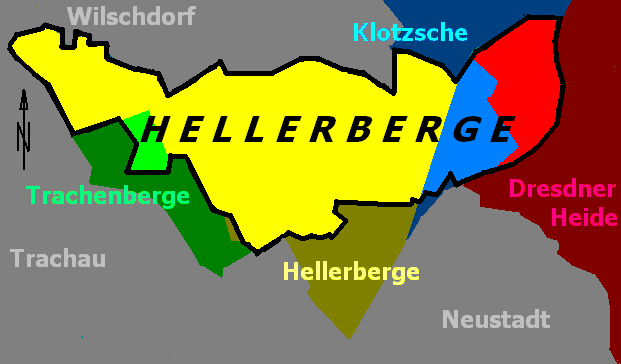
Statistischer Stadtteil Hellerberge (schwarz umrandet) auf den Gemarkungen Hellerberge (gelb), Trachenberge (grün), Klotzsche (blau) und Dresdner Heide (rot)

Der Dresdner Heller erstreckt sich im Wesentlichen auf die Gemarkung Hellerberge. Dabei handelt es sich größtenteils um ein Gebiet, das nach den umfangreichen Rodungen von 1827 aus dem Staatsforst Dresdner Heide ausschied und anschließend als Truppenübungsplatz zunächst vom Militär verwaltet wurde. Die Gemarkung wurde 1897 im Rahmen einer nördlichen Stadterweiterung zusammen mit Pieschen, Trachenberge und dem Gutsbezirk Wilder Mann nach Dresden eingemeindet. Infolge der 1949 vollzogenen Eingemeindung der Jungen Heide nach Dresden wurde der Gemarkung Hellerberge außerdem der Ostteil dieses Waldgebiets zugeschlagen, das direkt westlich des Hellers liegt.
Im Zuge einer Neugliederung des Stadtgebiets 1991 wurden Ortsämter (seit 2018: Stadtbezirksämter) gegründet, denen statistische Stadtteile untergeordnet wurden. Der dabei gebildete statistische Stadtteil Hellerberge (Stadtteil 34) umfasst die gleichnamige Gemarkung einschließlich des Waldparks Klotzsche mit Ausnahme der Hellersiedlung im Südosten, die damals zum statistischen Stadtteil Albertstadt (Stadtteil 15) neu hinzukam. Nachdem das praktisch unbewohnte Gebiet des Stadtteils Hellerberge über Jahrzehnte inmitten des Stadtbezirks Dresden-Nord lag, zählt es seit 1991 zum Stadtbezirk Klotzsche (bis 2018: Ortsamtsbereich).

## Verkehr

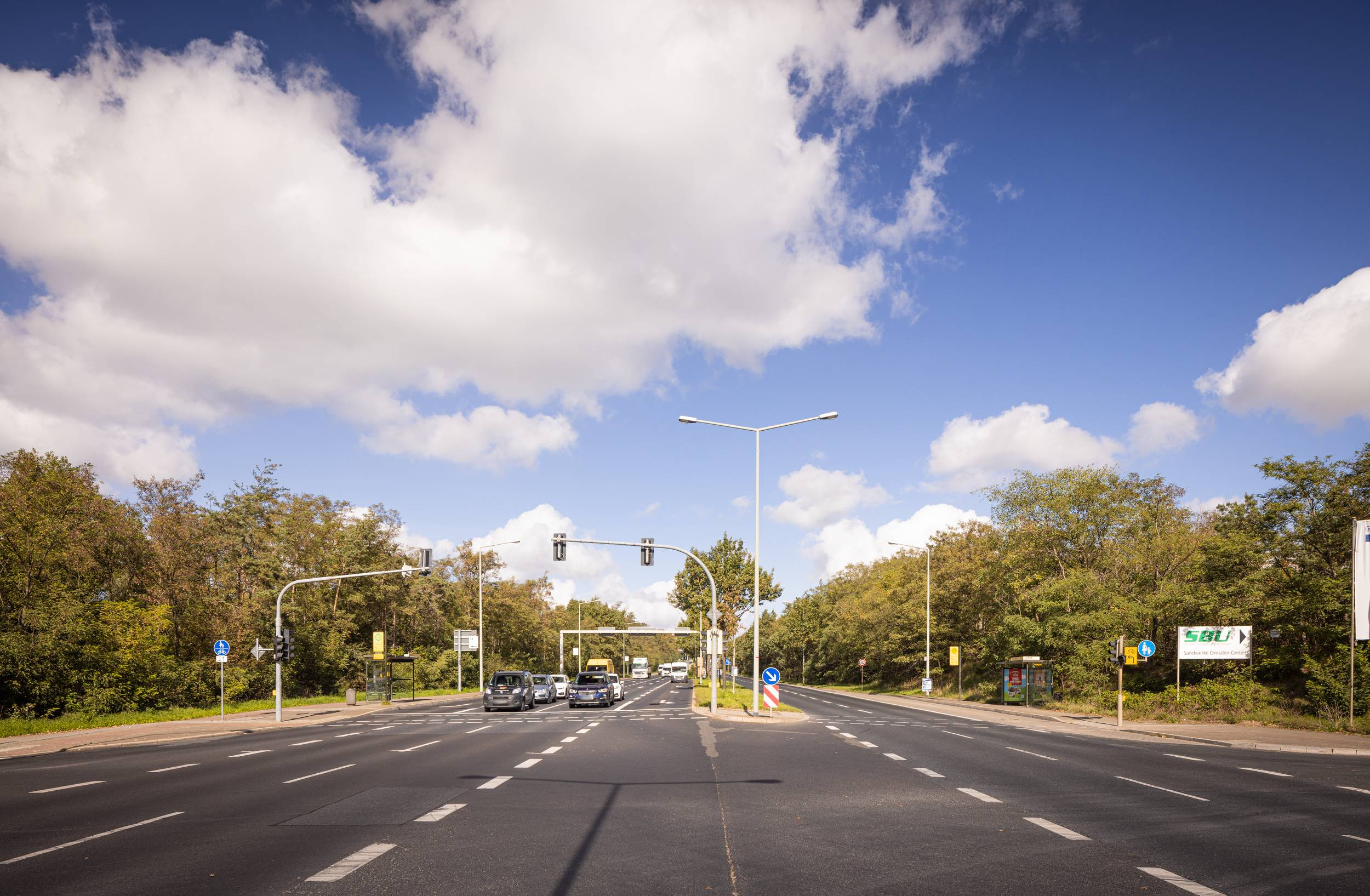
Die Radeburger Straße mit Bushaltestelle Hellerberge

Der Heller war bis in die 1990er Jahre kaum erschlossen und nur schwer zugänglich. Er wird nur von der Radeburger Straße in Nord-Süd-Richtung durchquert, von der einige kleinere Erschließungsstraßen abzweigen. Im Nordwesten besteht dagegen Anschluss an die Bundesautobahn 4. Im Osten trifft der Heller auf die Königsbrücker Straße und den Moritzburger Weg. Im Süden des Hellers wurde während der Errichtung der albertstädtischen Kasernen und zuletzt im Zuge des Baus des sogenannten Carolaparks wenige kleine Erschließungsstraßen angelegt.
Öffentliche Verkehrsmittel sind nur sehr spärlich vorhanden. Im äußersten Osten verkehren die Straßenbahnlinien 7 und 8 (Haltestelle Hellersiedlung), die S-Bahnlinien S 2 und S 8 sowie die Regionalbahnen nach Kamenz, Königsbrück, Görlitz und Zittau (S-Bahnhof Industriegelände). Außerdem ist eine Anreise mit den Buslinien 70, 76 und 81 möglich.
Auf dem Heller befand sich von 1926 bis 1935 der Dresdner Flughafen.

## Geschichte

### Name
Die Bezeichnung Heller ist schon seit mehreren 100 Jahren belegt und geht wahrscheinlich auf das westslawische Wort holy zurück, das kahl bedeutet. In Frage kommt das damit verwandte sorbische Wort hola für Heide. Verschiedenen Sagen und Legenden zufolge leitet sich der Name von der gleichnamigen Münze ab. Ihnen zufolge übertrug sich der angeblich vom Heller herrührende Name des Gasthauses Hellerschänke, genannt Zum letzten Heller, auf das Umland.
Ein Zusammenhang mit dem deutschen Wort hell wird indes ausgeschlossen, ebenso wie mit dem im 16. Jahrhundert in der Dresdner Heide angelegten Hellenwegesystem, dessen westlicher Sternflügel den Heller mittig durchquerte. Die Analogie der Dresdner Stadtteilnamen Trachau/Trachenberge und Hellerau/Hellerberge ist nur Zufall. Die beiden ersten Bezeichnungen sind schon viele Jahrhunderte alt und historisch gewachsen. Hellerau und Hellerberge hingegen wurden in jüngerer Zeit beide willkürlich nach dem Heller benannt.

### Teil der Dresdner Heide
Ursprünglich war der Heller ein Teil der Dresdner Heide und ebenso dicht bewaldet. Bis ins frühe 19. Jahrhundert teilte er daher ihre Geschichte und blieb bis auf die Forstwirtschaft sowie alte landwirtschaftliche Aspekte weitgehend ungenutzt. Allerdings wurde er von alten Verbindungswegen zwischen dem Weichbild der Stadt Dresden und ihren nördlichen Vororten durchzogen, wie dem Klotzscher Marktweg oder dem Weg zwischen Altendresden (Rähnitzgasse) und Rähnitz. Von Trachenberge nach Klotzsche führte der Hammerweg, der durch die Justizvollzugsanstalt bekannt ist, quer über den Heller. Wichtige Ost-West-Verbindungen waren Diebsteig und Rennsteig. Der Heller war außerdem fast völlig unbebaut und unbesiedelt. Zwischen dem 17. und dem 19. Jahrhundert standen an seinem Nordrand lediglich ein Gasthaus und das Hellergut. Um 1827 wurde das Gebiet des Hellers weitgehend kahlgeschlagen, um Platz für die militärische Nutzung zu machen.

### Militärische Nutzung

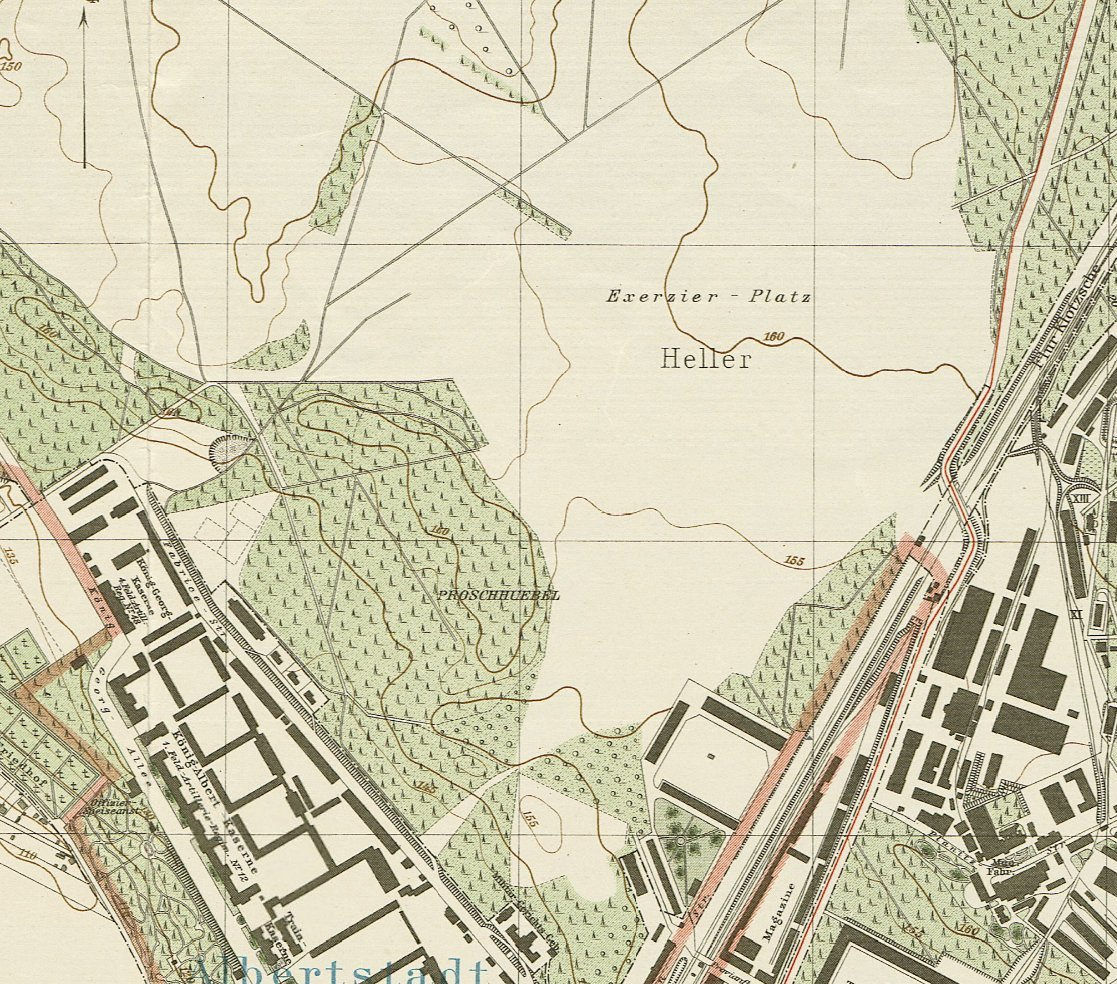
Lage des Exerzierplatzes Heller, um 1917

Im Zeitraum zwischen 1827 und 1989 wurde der Heller militärisch genutzt, bis in die NS-Zeit fast ausschließlich. Nach der Rodung wurde 1827 ein Exerzierplatz der Sächsischen Armee angelegt. Deshalb wurden weite Teile des Hellerplateaus für die Öffentlichkeit gesperrt. Zehn Jahre später kam ein Artillerie-Schießplatz hinzu, der 1860 ausgebaut wurde. Bis 1865 führte der sächsische Hof auf dem Heller seine großen Herrenmanöver durch. Um 1866 entstanden zahlreiche Kasernen- und Wirtschaftsgebäude. Durch Preußen wurde im selben Jahr im Osten des Hellers außerdem eine heute nicht mehr vorhandene Schanze zum Schutz der Sächsisch-Schlesischen Eisenbahn angelegt. Die Verlegung des Schießplatzes nach Zeithain folgte 1874. Trotzdem blieb der Heller ein militärisches Übungsgelände, das anschließend durch das Deutsche Heer und die Reichswehr genutzt wurde.
Zur Zeit des Nationalsozialismus wurde der Heller zum Manövergebiet der deutschen Wehrmacht und der SS.

### Judenlager Hellerberg
An der Radeburger Straße 4 befand sich von November 1942 bis März 1943 das sogenannte „Judenlager Hellerberg“, ein Sammellager für die in den kriegswichtigen Goehle-Werken der Firma Zeiss Ikon in Pieschen arbeitenden Juden Dresdens. An dessen Einrichtung war SS-Obersturmführer Henry Schmidt beteiligt. Nachdem das Lager am 2. März 1943 im Rahmen der Fabrikaktion aufgelöst worden war, wurden seine Bewohner nach Auschwitz deportiert. Über das Lager blieb ein Dokumentarfilm vom November 1942 erhalten. Von 1943 bis 1945 wurde das Lager weitergenutzt als Ausländerkinder-Pflegestätte Lager Kiesgrube Dresden, ein Entbindungslager für Kinder von Ostarbeiterinnen. Knapp 500 Kinder wurden dort geboren, 225 von ihnen starben nach kurzer Zeit an bewusster Mangelversorgung.
Nicht zuletzt existierte in Kriegszeiten an der Radeburger Straße eine Radarstation der Luftwaffe nebst Barackenlager. Die SS- und Wehrmachtskasernen blieben bis zur Kapitulation des Naziregimes in Nutzung.

### Flughafen Dresden-Heller

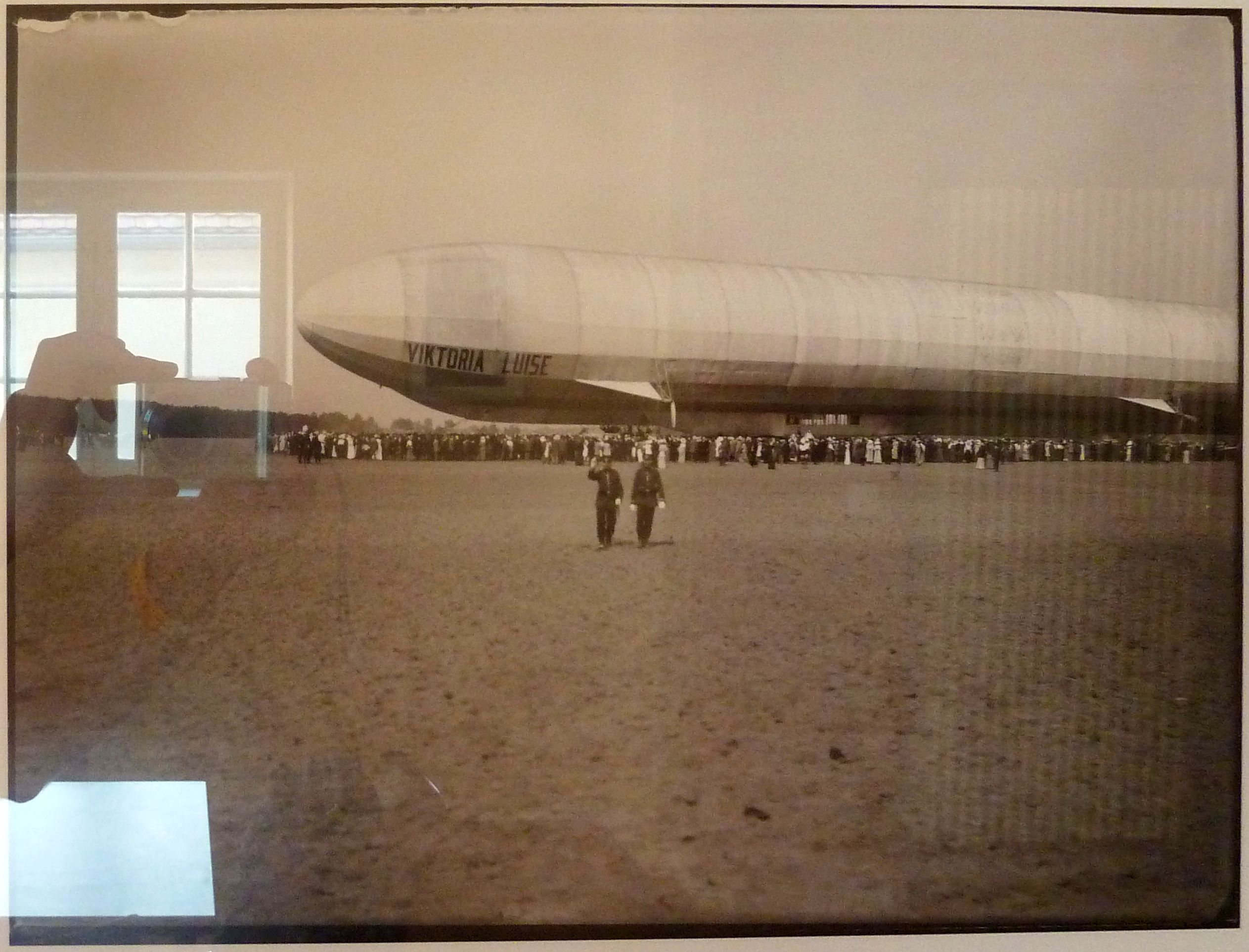
Die Viktoria Luise auf dem Heller 1912

Seit 1910 fanden unter anderem durch den Flugpionier Hermann Reichelt unternommene Flugversuche statt. Auf dem Heller ist bereits in einer Karte von 1910 ein „Luftschiff-Ankerplatz“ verzeichnet. Viel umjubelt landete 1912 das erste Zeppelin-Luftschiff LZ 11 „Victoria Luise“ auf dem Heller. Der Hauptflughafen Dresdens entstand jedoch zunächst in Kaditz. 

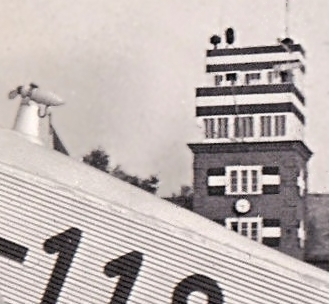
Flughafen Dresden-Heller, 1934

1925 wurde ein neuer Landeplatz auf einem Kavallerie-Übungsgelände im Osten des Hellers gebaut, weil durch die Aufnahme des Linienflugbetriebes das Kaditzer Rollfeld nicht mehr ausreichte. Da der Sandboden für rollende Flugzeuge ungeeignet war, befestigten Arbeiter den Platz mit einer 40 Zentimeter starken Decke aus Schlacken und Asche. So entstand ein 62 Hektar großer Flugplatz mit 100 Meter breiten und 600 Meter langen Start- und Landebahnen. Das Abfertigungs- und Verwaltungsgebäude der damaligen Sächsischen Flughafen-Betriebsgesellschaft stand etwa 40 Meter westlich der Gleise neben der heutigen S-Bahn-Station „Industriegelände“. Darin befanden sich Wirtschaftsräume, ein Wartezimmer, ein Gastraum, eine Rundfunkstelle, Räume für die 26 Mann starke Flughafenpolizei sowie im Turm eine Wetterbeobachtungsstation. Daneben stand eine kleine Flughalle.
Am 12. April 1926 ging der Flughafen Dresden-Heller offiziell in Betrieb. Binnen kurzer Zeit wurde er durch das Liniennetz der im selben Jahr gegründeten Lufthansa, das Dresden mit anderen Großstädten im In- und Ausland verband, zu einem Verkehrsflughafen.
Schon wenig später, Anfang der 1930er Jahre, reichte der Platz jedoch nicht mehr für das gestiegene Verkehrsaufkommen aus. Außerdem forderte die Reichswehr das ehemals zum Standortübungsplatz gehörende Flughafengelände wieder zurück und nicht zuletzt wurden die ungünstigen Windverhältnisse auf dem Heller bemängelt, die wiederholt zu schweren Flugunfällen führten. Deshalb fand im März 1934 eine Ortsbesichtigung mit Fliegerkommodore Albert Kesselring statt, dem Chef des Amtes B im Reichsluftfahrtministerium, in deren Verlauf der Neubau des Flughafens in der damals selbständigen Gemeinde Klotzsche beschlossen wurde. 1934/1935 wurde der Flughafen Klotzsche errichtet und der Flugbetrieb endgültig dorthin verlegt, die Anlagen auf dem Heller zurückgebaut und der Platz bis Kriegsende nur noch zur Ausbildung, unter anderem von der Luftkriegsschule 1, oder als Ausweichplatz genutzt.

### Nutzung in der Nachkriegszeit

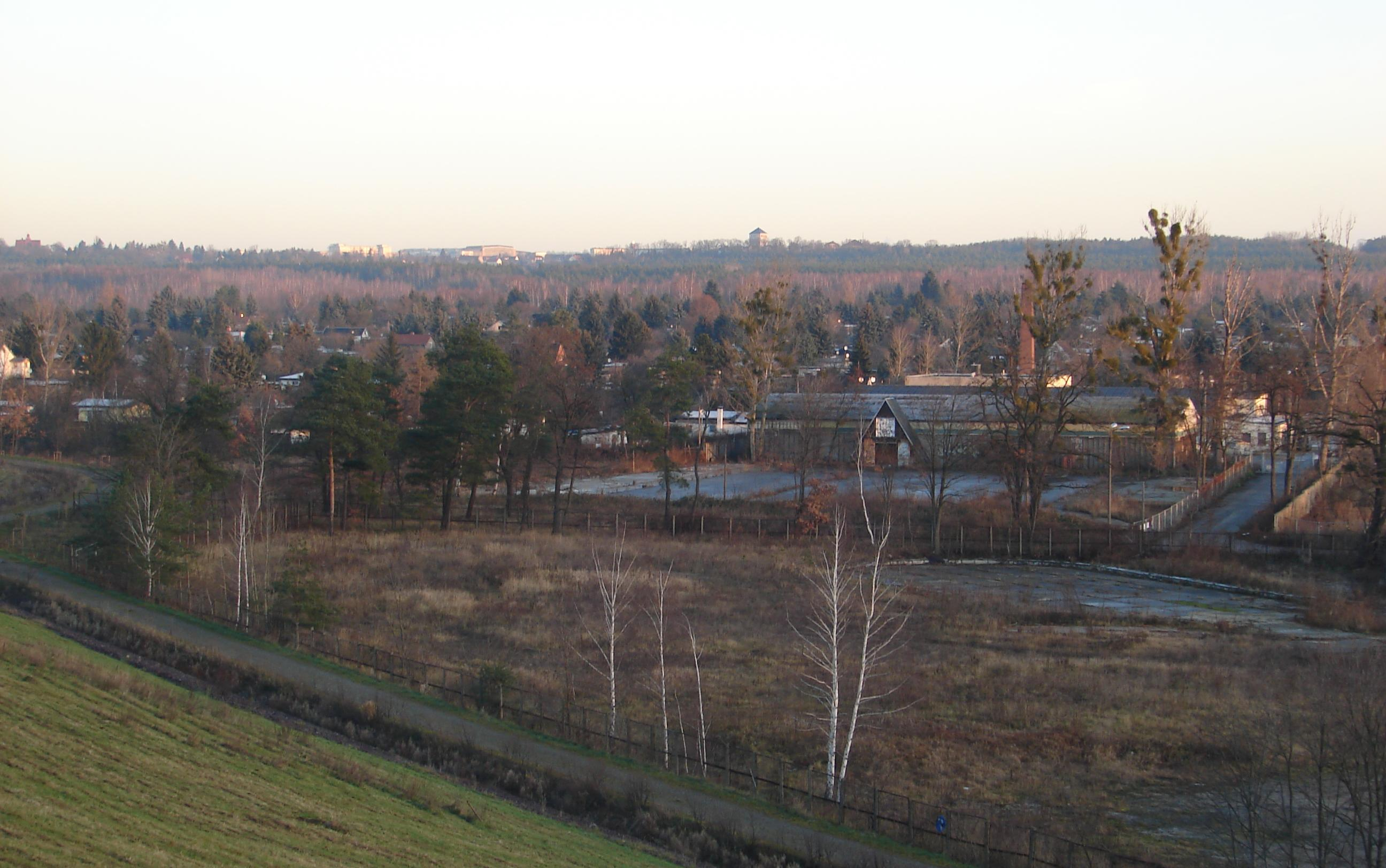
Blick von der Halde am Proschhübel auf die Hellersiedlung.

Das ehemalige Flughafenareal wurde im Anschluss an den Zweiten Weltkrieg zum Gartenland für die an Hunger leidende Dresdner Bevölkerung umgenutzt und parzelliert. Bevorzugte Personen sollten aktive Gegner des NS-Regimes, Mitglieder der Kommunistischen Partei und kinderreiche Familien sein. An der Stelle des ehemaligen Flughafengebäudes befindet sich das Kleingartenvereinslokal. Die Gärten wuchsen zur sogenannten Hellersiedlung zusammen, die als Kleingartenverein Hellersiedlung-Nordhöhe e. V. die vermutlich größte Kleingartenkolonie Deutschlands bildet. Mehr als 2000 Einzelgärten erstrecken sich heute auf über 55 ha. Sie werden durch parallel verlaufende Stichstraßen erschlossen, die von Süden nach Norden mit den Buchstaben A bis N (ohne J) bezeichnet werden. In der Hellersiedlung wurde Anfang der 1980er Jahre die beliebte Fernsehserie Geschichten übern Gartenzaun gedreht. Südwestlich der Gärten entstand nach 2000 eine großzügige Parkanlage an einer begrünten Halde im Gebiet des Proschhübels.

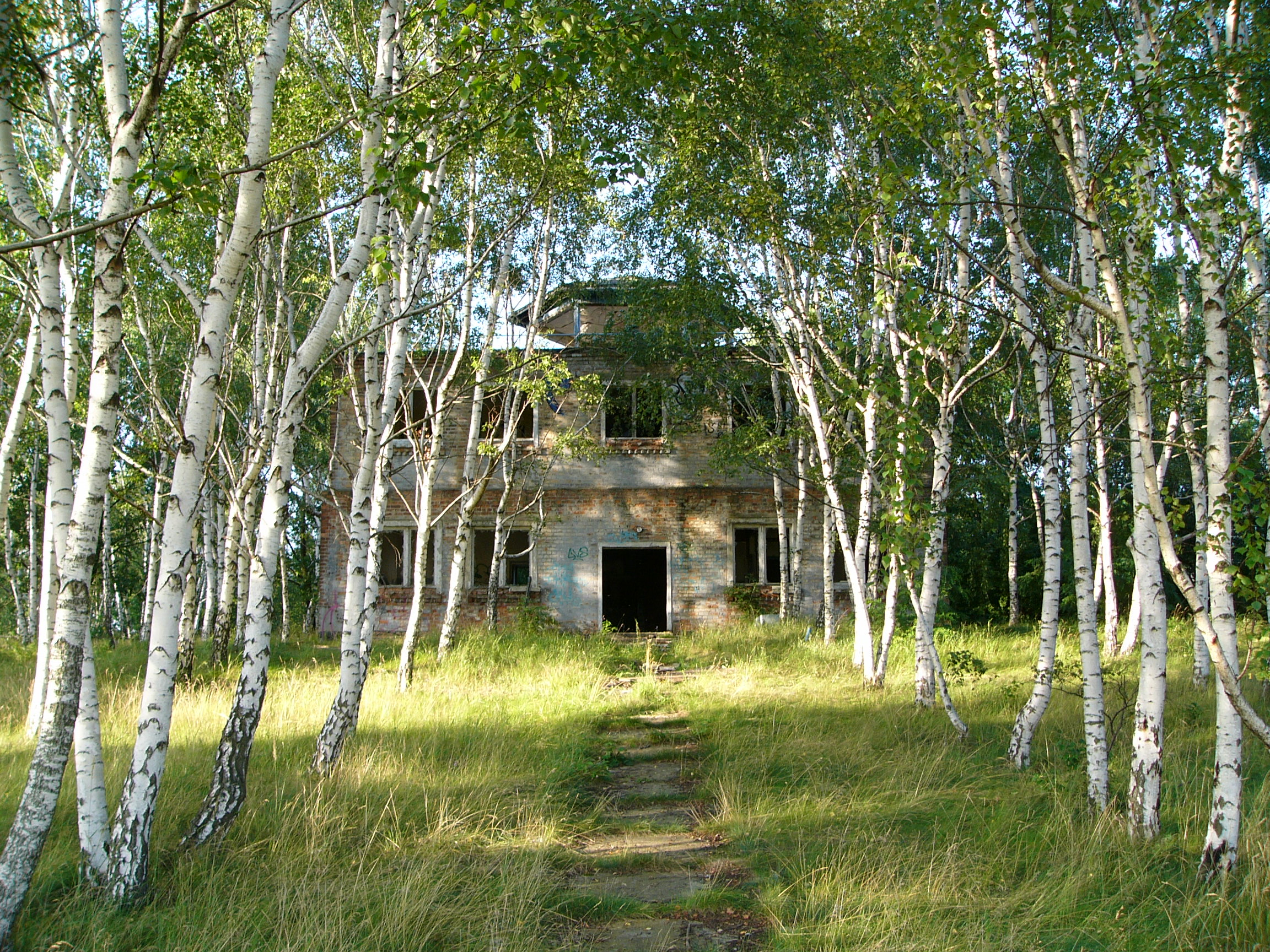
Mittlerweile abgerissener Tower des ehemaligen Hubschrauberlandeplatzes der Sowjetarmee, 2004

Teile des Hellers erfuhren in der Zeit des Kalten Krieges eine militärische Nutzung. So diente der Heller als Übungsgelände der in den nahen albertstädtischen Kasernen stationierten Einheiten der Sowjetarmee und der NVA und blieb bis zur Wendezeit in weiten Bereichen für die Öffentlichkeit unzugänglich. Etwa ein Kilometer nordwestlich des ehemaligen, mittlerweile von der Hellersiedlung eingenommenen Flughafengeländes legte die Gruppe der Sowjetischen Streitkräfte in Deutschland ab 1957 einen Hubschrauberlandeplatz an. Er bestand aus einer Rollbahn mit den Ausmaßen 290 mal 30 m, zahlreichen Stellplätzen für Militärhubschrauber und mehreren Betriebsgebäuden. Um 1970 kam eine Wartungshalle dazu. Auf dem Landeplatz, dessen Rufzeichen AREOLA lautete, war eine Hubschrauberstaffel der Sowjetarmee stationiert. Nach deren Abzug im August 1992 lag das Gelände brach und die Gebäude verfielen bis zu ihrem Abriss 2005.
Wie in der Dresdner Heide wird am Heller Sand abgebaut. Seine großen Sandgruben liefern seit Jahrzehnten Material für den Dresdner Städtebau. Die landschaftsprägenden Gruben wurden seit 1960 teilweise wieder mit Bauschutt und Müll verfüllt. Während der 1960er Jahre wurde geplant, den Heller mit Plattenbauten zu bebauen, was jedoch nicht realisiert wurde. Stattdessen haben sich nach der Wende verschiedene Gewerbebetriebe angesiedelt, so zum Beispiel ein Betonwerk sowie mehrere Bau- oder Recyclingunternehmen.

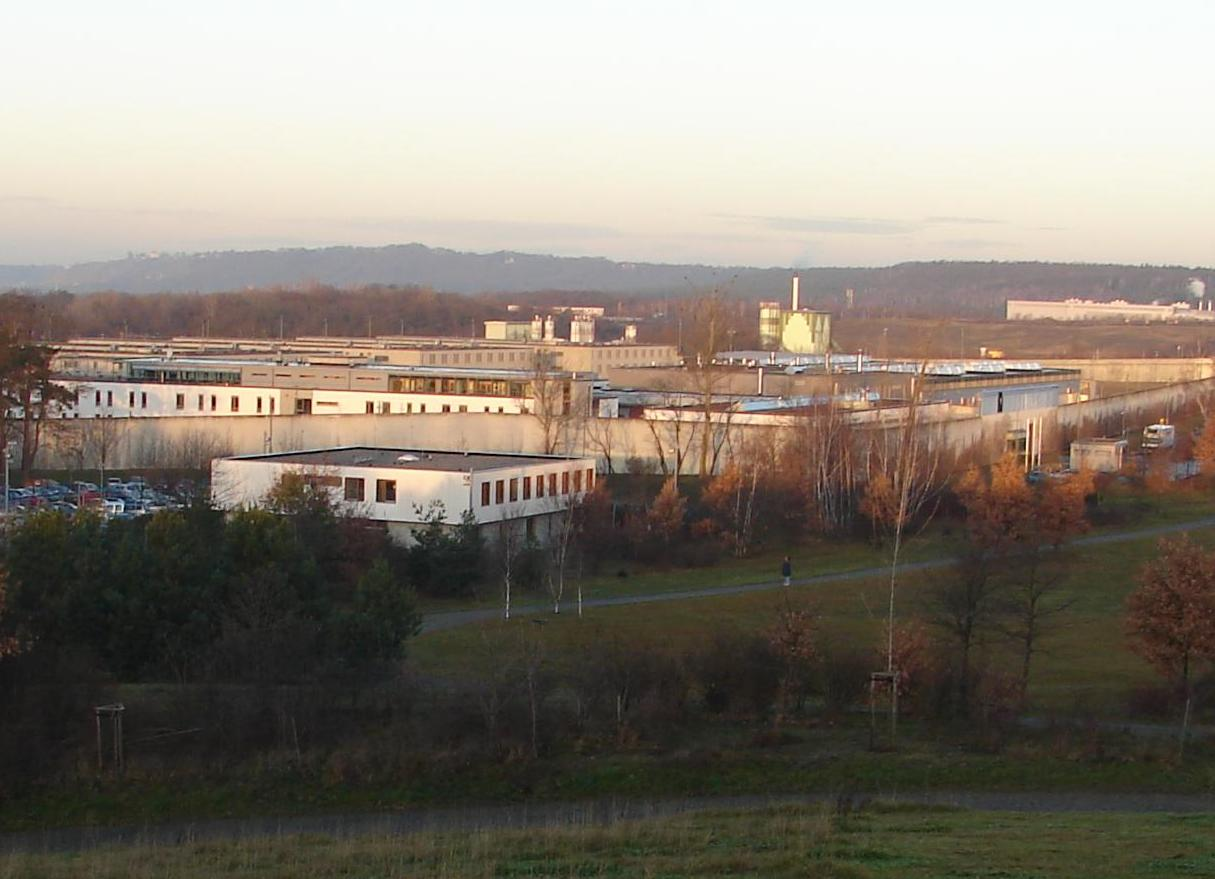
Die Dresdner JVA am Hammerweg, von einer begrünten Halde am Proschhübel aus gesehen

Außerdem entstand an der Meinholdstraße 2 der große Neubaukomplex der Prinovis Ltd. & Co. KG und des Dresdner Druck- und Verlagshauses, in dem die Sächsische Zeitung und die Dresdner Morgenpost gedruckt werden. Im gleichen Gelände befindet sich der Firmensitz des größten ostdeutschen Privatpostunternehmens MEDIA Logistik GmbH – PostModern.
Am 6. Juli 2000 wurde am Hammerweg die Dresdner Justizvollzugsanstalt als Ersatz des Gefängnisses an der Schießgasse eingeweiht. Sie bietet hier Platz für rund 800 Strafgefangene. Bundesweit in die Schlagzeilen geriet sie im November 2006, als ein Gefangener auf das Dach eines Gebäudes gelangen konnte. Auf dem Heller finden sich bis heute in Form von Beton- und Eisenteilen zahlreiche Fragmente der Vergangenheit.

## Kulturdenkmale

### Hauptmann-Hirsch-Denkmal

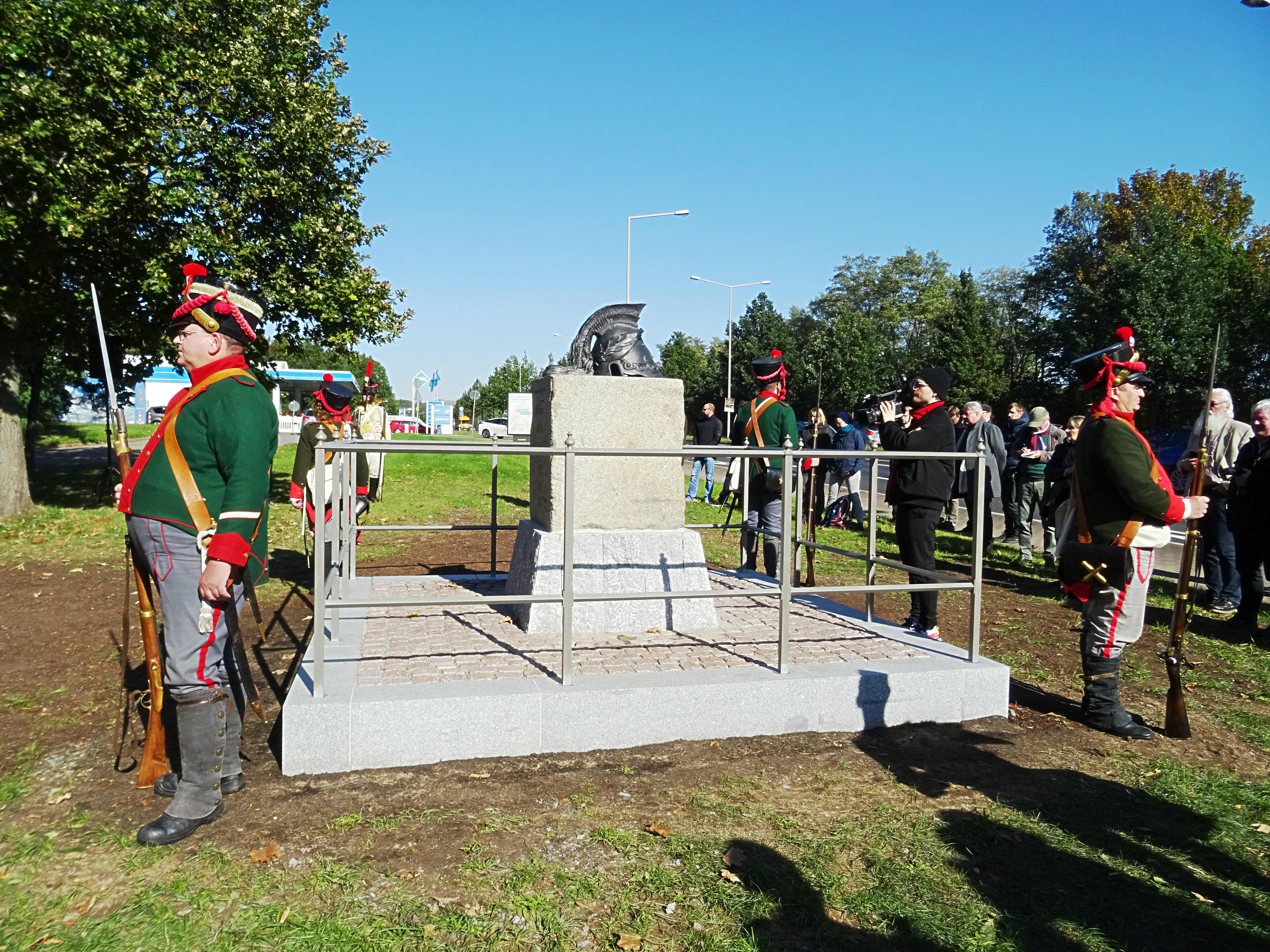
Einweihung des Hauptmann-Hirsch-Denkmals im Oktober 2019

Das Hauptmann-Hirsch-Denkmal, kurz auch Hirschdenkmal, wurde 1823 von Bildhauer Franz Pettrich geschaffen. Es steht auf der Westseite der Radeburger Straße, unweit nördlich der Kreuzung mit der Hellerhofstraße/Stauffenbergallee, und erinnert an den Offizier Johann Baptista Joseph Hirsch (1770–1822). An jenem Ort auf dem Heller, wo der Hauptmann der Artillerie der Sächsischen Armee einen tödlichen Reitunfall erlitten hatte, wurde genau ein Jahr nach seinem Tod das Denkmal aufgestellt. Das Hauptmann-Hirsch-Denkmal wurde in den 1970er Jahren beim Ausbau der Radeburger Straße restauriert und an seinen heutigen Standort umgesetzt. 
Nach mehrfacher Beschädigung kam es 2018/19 zu einer umfassenden Restaurierung und umfasst wieder einen von einem tönernen Helm bekrönten Gedenkstein mit Inschrift, der sich auf einem Sockel in einem umzäunten Geviert befindet.

### Steinkreuz

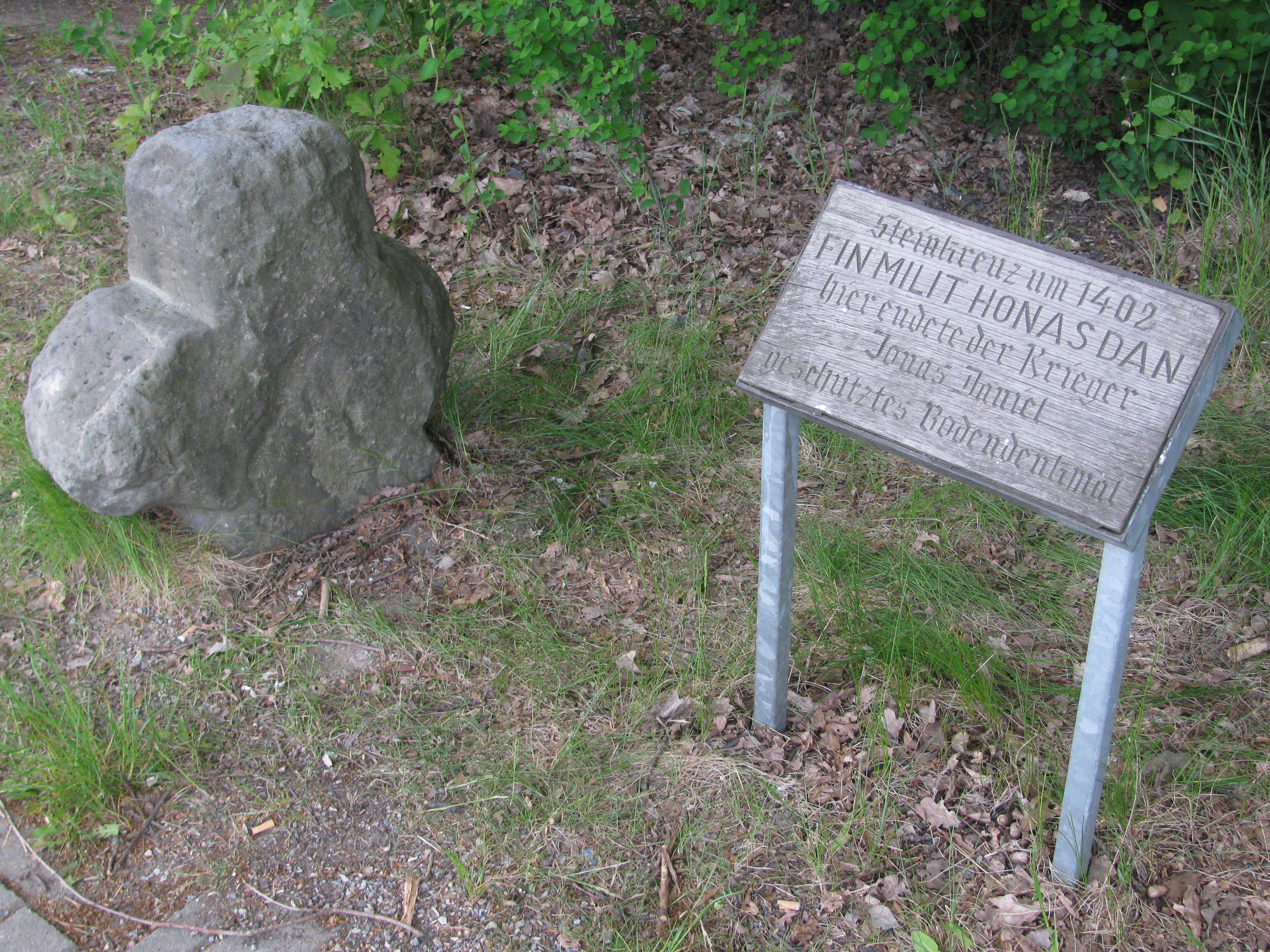
Jonaskreuz nebst Erläuterungstafel

Im Nordosten des Hellers, an der Kreuzung des Moritzburger Wegs und der Königsbrücker Straße, befindet sich ein Steinkreuz, das an den Tod von Jonas Daniel erinnert. Er war während der Dohnaischen Fehde ein Kriegsknecht des Burggrafen Jeschke von Dohna und sollte 1402 dessen zwei Kinder nach Königsbrück zu einer befreundeten Adelsfamilie bringen. An dieser damals mitten in der Dresdner Heide gelegenen Stelle lauerten ihm jedoch feindlich gesinnte Reiter auf. Jonas Daniel stellte sich diesen entgegen, um die flüchtenden Kinder zu schützen, und wurde dabei erschlagen. Das steinerne Gedenkkreuz mit der Inschrift Fin(is) Milit(is) Honas Dan(iel) wurde 1560 erstmals erwähnt. Seit 2002 befindet sich neben dem Kreuz eine Hinweistafel.

## Ausgewählte Orte

### Hellerschänke

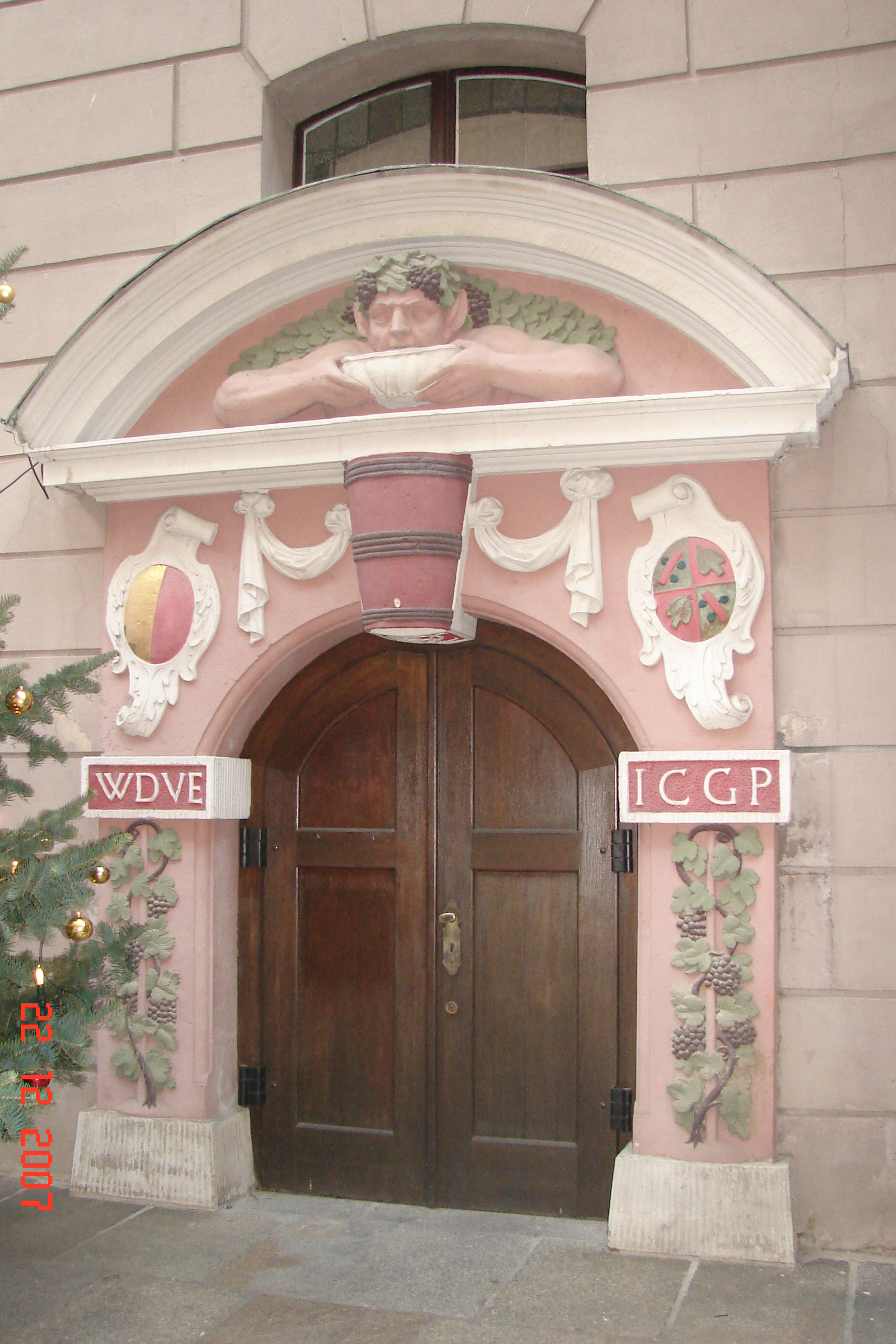
Historisches Eingangsportal der ehem. Hellerschänke (2007)

Die im 17. Jahrhundert erbaute Hellerschänke war das älteste und gemeinsam mit dem nahen Hellergut, einem einzeln stehenden bäuerlichen Anwesen, zugleich für lange Zeit das einzige Gebäude des Gebiets. Sie wurde 1673 unter dem Namen Zum Grünen Baum am Hellerberg eröffnet und ging auf ein Weingut zurück. Nach 1716 wurde sie dann als Hellerschänke oder als Gasthaus Zum Letzten Heller bezeichnet. Diese Bezeichnung geht der Legende nach auf einen Aufenthalt Augusts des Starken 1690 zurück, der nur noch einen Heller in der Tasche hatte, um zu zahlen. In einer anderen Sage heißt es, ein armer Handwerksgeselle hätte am nahen Olterteich einem Schlangenkönig dessen Krone entwendet, sie verkauft und vom Erlös ein Gasthaus eröffnet, das er in Erinnerung an seine einstige Armut so nannte.
Im 19. Jahrhundert war die Hellerschänke, bedingt durch die militärische Nutzung des Hellers, ein Kasernengebäude. 1872 als Gasthaus wiedereröffnet, entwickelte sie sich zu einem der beliebtesten Dresdner Ausflugslokale mit einem Weinkeller und einem Biergarten mit 5000 Plätzen. Wegen Baufälligkeit musste die Hellerschänke 1956 geschlossen und 1969 abgerissen werden. Die Hellerauer LPG „Kurt Schlosser“ nutzte danach noch einige der Nebengebäude als Lagerraum. Erhalten blieb vor Ort, am Augustusweg direkt südlich der Autobahn-Anschlussstelle Dresden-Hellerau, nur die Grundstücksmauer. Das vermutlich von Balthasar Permoser stammende, frühbarocke Eingangsportal des Weinkellers befindet sich seit 1973 an der Rückseite der Sekundogenitur an der Brühlschen Terrasse.

### Hellerhof
Der Hellerhof, gelegen an der heutigen Hellerhofstraße, entstand 1894 auf Anregung eines Arztes an der Hangoberkante der Trachenberge als eine Versuchsanstalt. Hier wurden über 50 Esel gehalten, deren Milch als Ersatznahrung für Kuhmilchallergiker erprobt wurde und zur Heilung von Verdauungsstörungen bei Säuglingen diente. Deshalb wurde das Anwesen im Volksmund Eselhof genannt. Der von einer gemeinnützigen Genossenschaft zur Bekämpfung der Säuglingssterblichkeit bewirtschaftete Hellerhof finanzierte sich durch den Verkauf von Milch und Eseln. Wegen des Ersten Weltkrieges musste er 1915 geschlossen werden. Nach 1933 wurde der Hellerhof durch die SS genutzt und spielte eine Rolle beim Röhm-Putsch. Hier hat ein Bauunternehmen seinen Sitz.

## Hellermaler Otto Altenkirch

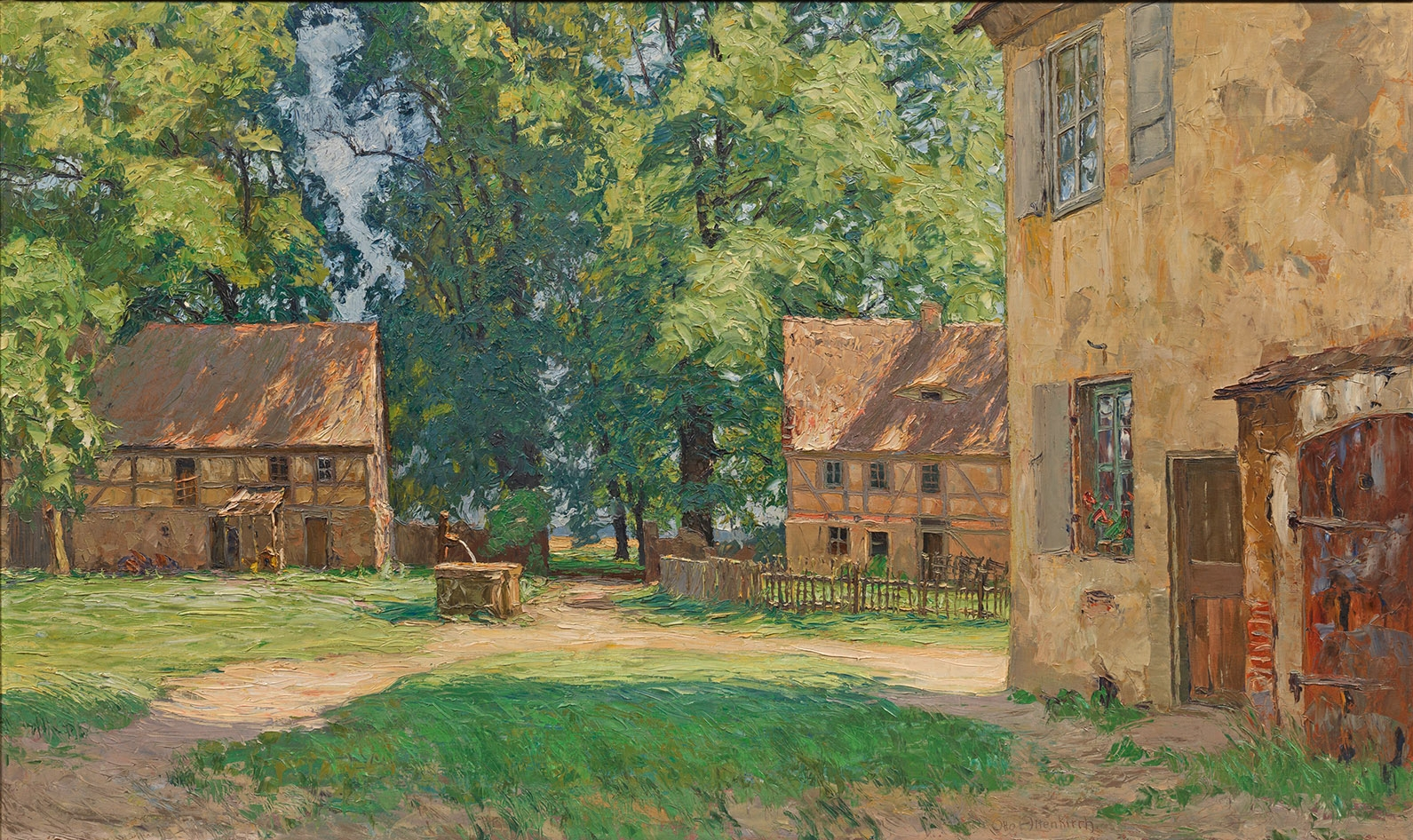
Otto Altenkirch: Sommertag im Hellergut

Häufig porträtiert wurde die Landschaft des Hellers durch den Maler Otto Altenkirch, der 1903 als Landwehrmann bei den Jägern in Dresden stationiert war. Ab 1907 hielt er verschiedene Motive wie das Hellergut, die Hellerschänke sowie Dünen und Bäume immer wieder fest und trug damit erheblich zur Bekanntheit des alten Militärgeländes bei. Bevor er Dresden 1920 verließ, entstanden Werke wie das Ölbild Heideweg, das sich in der Galerie Neue Meister befindet.

## Liste der Dresdner Straßennamen mit dem Bestandteil Heller
- Am Hellerhof
- Am Hellerrand
- Hellerhofstraße
- Hellerschanze
- Hellerstraße